# NGC 2805
NGC 2805 is een balkspiraalstelsel in het sterrenbeeld Grote Beer. Het hemelobject werd op 2 april 1791 ontdekt door de Duits-Britse astronoom William Herschel.

## Synoniemen
- UGC 4936
- MCG 11-12-3
- ZWG 312,2
- PGC 26,410